# Медбері (Нью-Гемпшир)
Медбері (англ. Madbury) — місто (англ. town) в США, в окрузі Страффорд штату Нью-Гемпшир. Населення — 1918 осіб (2020).

## Демографія
Згідно з переписом 2010 року, у місті мешкала 1771 особа в 626 домогосподарствах у складі 480 родин. Було 653 помешкання
Расовий склад населення:
| - 94,2 % — білих - 2,9 % — азіатів - 0,5 % — чорних або афроамериканців - 0,2 % — корінних американців - 0,1 % — вихідців з тихоокеанських островів |

До двох чи більше рас належало 2,1 %. Частка іспаномовних становила 1,0 % від усіх жителів.
За віковим діапазоном населення розподілялося таким чином: 25,9 % — особи молодші 18 років, 64,2 % — особи у віці 18—64 років, 9,9 % — особи у віці 65 років та старші. Медіана віку мешканця становила 40,6 року. На 100 осіб жіночої статі у місті припадало 106,4 чоловіків;  на 100 жінок у віці від 18 років та старших — 104,0 чоловіків також старших 18 років.
Середній дохід на одне домашнє господарство  становив 128 450 доларів США (медіана — 105 795), а середній дохід на одну сім'ю — 138 959 доларів (медіана — 117 880). Медіана доходів становила 76 964 долари для чоловіків та 55 188 доларів для жінок. За межею бідності перебувало 1,7 % осіб, у тому числі 1,0 % дітей у віці до 18 років та 0,9 % осіб у віці 65 років та старших.
Цивільне працевлаштоване населення становило 994 особи. Основні галузі зайнятості: освіта, охорона здоров'я та соціальна допомога — 29,0 %, науковці, спеціалісти, менеджери — 16,2 %, виробництво — 11,9 %, роздрібна торгівля — 10,0 %.